# Astragalus fenzelianus
Astragalus fenzelianus är en ärtväxtart som beskrevs av E.Peter. Astragalus fenzelianus ingår i släktet vedlar, och familjen ärtväxter. Inga underarter finns listade i Catalogue of Life.